# مارسن‌بروک
مارسن‌بروک (به هلندی: Maarssenbroek) یک منطقهٔ مسکونی در هلند است که در استیختسه فخت واقع شده‌است. مارسن‌بروک ۲۳٫۰۴۰ نفر جمعیت دارد.